# Burg Warpke
Die Burg Warpke ist eine abgegangene hochmittelalterliche Burg der Grafen von Warpke im Ortsteil Warpke der Gemeinde Schnega im niedersächsischen Landkreis Lüchow-Dannenberg.

## Geschichte
Die Burg war Sitz der erstmals 1124 in einer Urkunde erwähnten Grafen von Warpke. Laut einer chronikalen Überlieferung von 1150 soll aber schon zwischen 1090 und 1100 die Hochzeit eines Grafen Olger oder Delger von Warpke stattgefunden haben. Vor 1144 verlegten die Grafen von Warpke ihren Sitz nach Lüchow. Damit verlor die Burg ihre Bedeutung. Nach einer Überlieferung wurde die Burg 1229 zerstört, der historische Zusammenhang ist aber unbekannt. Die Burg war noch Sitz einer Vogtei, die aber zu Beginn des 14. Jahrhunderts zum Gut Schnega verlegt wurde.
1328 verfügten die Herzöge von Braunschweig-Lüneburg, dass die Burg Warpke durch einen Neubau ersetzt werden solle. Es ist unklar, ob damit auch eine Ortsverlagerung verbunden war. 1343 wird diese neue Burg „Wertbeke“ erstmals erwähnt. Aus dem Jahr 1351 wird eine Eroberung der Burg überliefert, ohne dass Details genannt werden. In der Folge wurde die Anlage vor allem verpfändet. Eine letzte Erwähnung erfolgte 1522, um 1548 wurde sie wegen Baufälligkeit abgerissen. 1604 entstand an der Burgstelle ein Jagdhaus, das aber schon 1649 wegen zu hoher Unterhaltskosten wieder abgebrochen wurde. 1885 wurde der Burghügel eingeebnet.

## Beschreibung
Die Burg Warpke besaß die Gestalt einer Motte. Der Burghügel wies noch im 18. Jahrhundert einen Durchmesser von 45 m auf und war von einem damals noch deutlich sichtbaren Graben umgeben. Der Gesamtdurchmesser der Anlage betrug etwa 90 m. Heute sind keine Spuren der Burg mehr erkennbar.
Bei der Einebnung im Jahre 1885 wurden neben Keramik des 12. bis 15. Jahrhunderts auch ein Spielstein für ein Brettspiel, eine Buchschließe und eine nicht identifizierte Münze gefunden.